# 雨花台石 (小說)
《雨花臺石》是一部衛斯理系列中的小說，由香港科幻小說家倪匡所寫，系列編號36，與《影子》一同出版。

## 故事大綱

### 幾十年前的往事
衛斯理少年求學時的同學徐月淨，人稱和尚兒子，他有一和尚朋友智空，見過一詭異的雨花台石。

### 兩個倒楣的小偷
後衛斯理和徐月淨他們倆在半夜翻牆潛入金山寺，摸進智空和尚的禪房，偷了那塊雨花台石，但到頭來還是要被智空逮到，兩手捧上那雨花台石還給智空和尚。衛斯理還想纏著智空和尚，問出那塊雨花台石的來歷，未料智空和尚為了躲避他們的糾纏，竟然離開從自小出家的金山寺自此消失。

### 高僧自焚的原因
多年後，智空和尚的徒弟幻了，找上衛斯理，共同研究那塊雨花台石，並告知他當年曾有位高僧為此石自焚，只為了消滅石中妖孽。聽完往事後，衛斯理打算將石頭拿到外地研究，利用一座美國化工廠的設備進行檢驗。

### 保衛地球的信念
衛斯理已到外地美國後，石頭為黑人海關官員班納偷走，班纳搭公車回返故鄉希望鎮，美國國防部的佛德烈少將與衛斯理一同南下。配合聯邦調查局(FBI)出手找到他所搭乘的公車。可惜班納已逃走。

### 比一切危險更危險
美國國防部的佛德烈少將與衛斯理一同來到希望鎮。拜訪班納母親。此時班納從後門逃走。當兩人一同出手找到他時，班納正躲在後山一座廢棄礦坑裡。可惜班納與前一塊持有雨花台石的高僧和尚一樣，被雨花台石裡的外星生物入侵，然而他是品格高尚具有保衛地球信念的人，為了解救地球危機而引爆廢棄礦坑中的瓦斯自焚犧牲，與外星生物同歸於盡。

## 廣播劇
- 香港電台於1971年10月29日至11月5日，逢星期一至五晚上十一時〈風虎雲龍集〉時段，以粵語首播《衛斯理探案之雨花台石》廣播劇，合共6集。[1]
  - 播音
    - 鍾偉明 飾演 衛斯理
    - 陳炳球 飾演 智空和尚

## 漫畫
- 香港漫畫家利志達於1984年發表了衛斯理《雨花臺石》漫畫
  - 出版社：香港斯辰出版社

| 前任者： 035 魔磁 | 衛斯理系列（按編號） 036 影子、雨花臺石              | 繼任者： 037 頭髮 |
| 前任者： 聚寶盆   | 衛斯理系列（按連載時序） 1971年2月5日至1971年3月23日 | 繼任者： 魔磁     |

1. ↑  1971年10月29日(星期五)，香港《華僑日報》，第六張；第二頁：電台一週